# Zach Edey
Zachary Edey, detto Zach (Toronto, 14 maggio 2002), è un cestista canadese, professionista nella NBA con i Memphis Grizzlies.

## Carriera

### Nazionale
Con la nazionale Under-19 canadese ha vinto la medaglia di bronzo ai Mondiali di categoria del 2021, venendo anche incluso nel miglior quintetto della manifestazione.

## Statistiche

### College
| Anno      | Squadra             | PG  | PT  | MP   | TC%  | 3P%  | TL%  | RP   | AP  | PRP | SP  | PP   |
| --------- | ------------------- | --- | --- | ---- | ---- | ---- | ---- | ---- | --- | --- | --- | ---- |
| 2020-2021 | Purdue Boilermakers | 28  | 2   | 14,7 | 59,7 | -    | 71,4 | 4,4  | 0,4 | 0,1 | 1,1 | 8,7  |
| 2021-2022 | Purdue Boilermakers | 37  | 33  | 19,0 | 64,8 | -    | 64,9 | 7,7  | 1,2 | 0,2 | 1,2 | 14,4 |
| 2022-2023 | Purdue Boilermakers | 34  | 34  | 31,7 | 60,7 | -    | 73,4 | 12,9 | 1,5 | 0,2 | 2,1 | 22,3 |
| 2023-2024 | Purdue Boilermakers | 39  | 39  | 32,0 | 62,3 | 50,0 | 71,1 | 12,2 | 2,0 | 0,3 | 2,2 | 25,2 |
| Carriera  | Carriera            | 138 | 108 | 24,9 | 62,1 | 50,0 | 70,6 | 9,6  | 1,3 | 0,2 | 1,7 | 18,2 |

### NBA

#### Regular Season
| Anno      | Squadra           | PG | PT | MP   | TC%  | 3P%  | TL%  | RP  | AP  | PRP | SP  | PP  |
| --------- | ----------------- | -- | -- | ---- | ---- | ---- | ---- | --- | --- | --- | --- | --- |
| 2024-2025 | Memphis Grizzlies | 66 | 55 | 21,5 | 58,0 | 34,6 | 70,9 | 8,3 | 1,0 | 0,5 | 1,3 | 9,2 |
| Carriera  | Carriera          | 66 | 55 | 21,5 | 58,0 | 34,6 | 70,9 | 8,3 | 1,0 | 0,5 | 1,3 | 9,2 |

#### Playoffs
| Anno     | Squadra           | PG | PT | MP   | TC%  | 3P% | TL%  | RP  | AP  | PRP | SP  | PP  |
| -------- | ----------------- | -- | -- | ---- | ---- | --- | ---- | --- | --- | --- | --- | --- |
| 2025     | Memphis Grizzlies | 4  | 4  | 27,0 | 66,7 | -   | 71,4 | 7,8 | 1,8 | 0,0 | 2,5 | 6,3 |
| Carriera | Carriera          | 4  | 4  | 27,0 | 66,7 | -   | 71,4 | 7,8 | 1,8 | 0,0 | 2,5 | 6,3 |

## Palmarès
- Naismith College Player of the Year: 2

2023, 2024
- John R. Wooden Award: 2

2023, 2024
- NABC Player of the Year: 2

2023, 2024
- Pete Newell Big Man Award: 2

2023, 2024
- Sporting News Player of the Year: 2

2023, 2024
- Kareem Abdul-Jabbar Award: 2

2023, 2024
- Oscar Robertson Trophy: 2

2023, 2024

### NBA
- NBA All-Rookie First Team (2025)